# LHS 1140
LHS 1140 là một sao lùn đỏ nằm ở chòm sao Kình Ngư. Dựa trên đặc tính sao, LHS 1140 cách Trái Đất khoảng 41 năm ánh sáng. Ngôi sao này khoảng 5 tỷ năm tuổi và gấp 15% của Mặt Trời. LHS 1140 có quỹ đạo là 130 ngày/năm.